# Rantasalmi härad
Rantasalmi härad var ett härad i S:t Michels län.
Ytan (landsareal) var 4883,9 km² 1910; häradet hade 31 december 1908 51.901 invånare med en befolkningstäthet av 10,6 inv/km². Utanför häraden fanns Nyslotts stad.

## Landskommuner
De ingående landskommunerna var 1910 som följer:
- Enonkoski
- Heinävesi
- Kangaslampi
- Kerimäki
- Rantasalmi
- Savonranta
- Sulkava
- Säminge, finska: Sääminki